# Uribante (rijeka)
Uribante je rijeka u Venezueli. Spajanjem s rijekom Sarare nastaje rijeka Apure. Rijeka pripada porječju rijeke Orinoco.
Porječje rijeke Uribante pokriva južne padine depresije Táchira.

## Vanjske poveznice
|  | Zajednički poslužitelj ima još gradiva o temi Uribante (rijeka) |